# SREBP
SREBP steht für sterol regulatory element-binding protein. Sterol regulatory element-binding protein-1 (SREBP1) und SREBP2 sind strukturell ähnliche Proteine, die eine entscheidende Rolle bei der Regulation des Cholesterinstoffwechsels haben.

## Funktion
Sie beeinflussen nach proteolytischer Aktivierung durch MBTPS1 mit ihrer als Transkriptionsfaktor wirkenden Domäne die Transkription von über 20 Genen, die eine als Sterol Regulatory Element (SRE) bezeichnete Sequenz in ihrer Promotorregion aufweisen. Die SREBP können bei einem Abfall der Cholesterinkonzentration innerhalb der Zelle Gene aufregulieren. Über eine vermehrte Aufnahme und eine gleichzeitig vermehrte Synthese von Cholesterin wird das Gleichgewicht innerhalb der Zelle wiederhergestellt.
In der Medizin spielen verschiedene Varianten der SREBP eine Rolle. Genvarianten des SREBP1c (Mutation in Exon 18c) können beispielsweise eine schwere Nebenwirkung (hohe Blutfettwerte und Diabetes) bei HIV-Therapien voraussagen.
Das SREBP1c ist verantwortlich für die Fettsäuresynthese und das SREBP2 spielt eine entscheidende Rolle im Cholesterinstoffwechsel.
Bei niedriger Cholesterinkonzentration in Zellen löst sich das SREBP2 vom SCAP, dem Cholesterin-Sensor in Zellen, welcher sich in der Membran des Endoplasmatischen Retikulums befindet. SREBP2 kann im Golgi durch Abspaltung eines reifen Peptids aktiviert werden. Dieser reife Transkriptionsfaktor kann in den Zellkern wandern und die Transkription von HMG-CoA-Reduktase und LDL-Rezeptoren initiieren. Dadurch wird zum einen mehr Cholesterin synthetisiert und zum anderen mehr Cholesterin aus der Blutbahn über LDL in die Zelle geliefert.
Statine nutzen diesen Mechanismus aus, indem sie die HMG-CoA-Reduktase blockieren. Dadurch wird primär die Produktion von Cholesterin verhindert. Der Blutcholesterinspiegel wird außerdem gesenkt, weil durch die niedrige Cholesterinkonzentration in der Zelle die LDL-Rezeptor-Produktion aktiviert wird und mehr LDL aus der Blutbahn in die Zelle aufgenommen wird.